# Posavsko kolo
Posavsko kolo ist ein Folklorefest in der Gemeinde Odžak in Bosnien und Herzegowina. Der Name Posavsko kolo kommt vom Wort Posavina = Gebiet an der Save oder Savetal und bezeichnet das beiderseits liegende Flachland im heutigen Kroatien, Bosnien und Herzegowina  und kolo. Kolo bedeutet „Runde“, hier im  Sinne von „Tanzrunde“.

## Bedeutung
Posavsko kolo ist eine der bedeutendsten Veranstaltungen für die touristische Förderung der Gemeinde Odžak und des gesamten Komitats, als eine Wirtschafts-, Kultur- und Sportveranstaltung mit internationalem Charakter. Dieses traditionelle Fest hat bis jetzt sechs Mal jeweils am Feiertag Mariä Himmelfahrt (15. August) auf dem Gebiet der Gemeinde Odžak stattgefunden.

## Geschichte
Diese Tradition entstand nach dem Bosnienkrieg und geht auf Versammlungen zurück, die anlässlich des Feiertags während der Vorkriegszeit stattfanden. Posavsko kolo 2006 wurde zum bestorganisierten Folklorefest der Föderation Bosnien und Herzegowina erklärt. Damals haben über 600 Teilnehmer und 18 Folkloregruppen in mehr als acht Stunden ununterbrochenen Programms ihre Tradition und Bräuche aus der Schweiz, Frankreich, Kroatien und allen drei Nationen aus Bosnien und Herzegowina, gezeigt.

## Programm
Das Programm dauert einige Tage und es beinhaltet zahlreiche Kultur-, Sport- und Wirtschaftsereignisse. Im Rahmen dieser Veranstaltung finden Sportturniere, Ausstellungen, Modenschauen, Buchpräsentationen, Kulenausstellungen (Kulen = Wurstspezialität aus der Region), klassische, Pop- und Rockkonzerte, sowie ein internationales Folklorefest statt. Das Folklorefest ist dabei der Mittelpunkt dieser Veranstaltung. Neben dem Folklorefest ergänzen eine Bilderausstellung, Karate-, Volleyball- und Basketballturniere, eine Viehausstellung, ein Rockkonzert, ein Bikertreffen und Feuerwerk das Programm. Auf der Bühne werden spezifische Trachten, traditionelle Spiele und Bräuche gezeigt. Die Pflege des Kulturerbes auf dem Festival hat eine große Bedeutung für den Zusammenhalt der unterschiedlichen Volksgruppen und  bringt jedes Jahr Hunderte von Ausgesiedelten aus der Region zusammen. Viele einheimische und ausländische Touristen besuchen das Festival, die Besucherzahl übertrifft jedes Jahr 10.000 Menschen verschiedener Altersgruppen.